# Diocesi episcopale dell'Alaska
La diocesi dell'Alaska (in latino: Dioecesis de Alasca) è una sede della Chiesa Episcopale situata nella regione ecclesiastica Provincia 8. Nel 2010 contava circa 7.000 battezzati. È attualmente retta dal vescovo Mark Lattime.

## Territorio
La diocesi comprende lo stato dell'Alaska (Stati Uniti).
Sede vescovile è la città di Fairbanks, dove non vi è nessuna cattedrale.
Il territorio si estende su 1.717.854 km² ed è suddiviso in 53 parrocchie.

## Cronotassi dei vescovi
- Peter Trimble Rowe (1895 - 1942)
- John Boyd Bentley (1943 - 1948)
- William J. Gordon, Jr. (1948 - 1974)
- David R. Cochran (1974 - 1981)
- George C. Harris (1981 - 1991)
- Steven Charleston (1991 - 1996)
- Mark MacDonald (1997 - 2007)
- Mark Lattime, dal 2010

## Parrocchie storiche
Tre delle 53 parrocchie si trovano nella lista del National Register of Historic Places:
- Holy Trinity Church
- St. Peter's Episcopal Church
- St. Philip's Episcopal Church